# Fitina
La fitina è un sale misto di calcio e magnesio dell'acido fitico.
La sua formula bruta approssimativa è Ca5Mg(C6H12O24P6•3H2O).

## Nutrizione
Circa la metà del fosforo contenuto nei cereali è in forma fitinica.
Per essere utilizzata, la fitina deve essere attaccata dall'enzima fitasi. Gli organismi superiori non sono in grado di sintetizzare tale enzima. I ruminanti ci riescono grazie alla simbiosi con i microrganismi ruminali. I monogastrici non possono sfruttare gran parte del fosforo presente negli alimenti, a meno che essi non siano addizionati con fitasi; un'alternativa è fare produrre la fitasi direttamente da piante ingegnerizzate.
È indispensabile nel metabolismo del fosforo.
Si tenga presente che i fosfati sono uno dei principali inquinanti in ambito agricolo, e che il fosforo viene escreto al 70-80%.

## Botanica
Nei semi degli organismi vegetali la Fitina rappresenta una delle principali molecole fonte di minerali a disposizione dell'embrione in via di sviluppo.